# Ghost of Tsushima
Ghost of Tsushima è un videogioco d'avventura dinamica e stealth sviluppato da Sucker Punch Productions e pubblicato da Sony Interactive Entertainment per PlayStation 4. Il gioco segue le vicende dell'ultimo samurai dell'isola di Tsushima, Jin Sakai, durante la prima invasione mongola del Giappone, intorno al 1270. Originariamente il titolo doveva uscire il 26 giugno 2020, ma è stato posticipato per dare spazio a The Last of Us Parte II al 17 luglio dello stesso anno.
Nel luglio 2021 Sucker Punch ha annunciato l'edizione Director's Cut del gioco per PlayStation 4 e PlayStation 5. Questa nuova versione include l'espansione dell'isola di Iki e nuove funzioni per PlayStation 5 come la sincronizzazione labiale del giapponese, supporto al feedback aptico e ai grilletti adattivi, audio 3D e tempi di caricamento migliorati. La Director's Cut è disponibile dal 20 agosto 2021 su Play Station ed è disponibile dal 16 maggio 2024 su PC.

## Trama

### Storia principale
1274. Una flotta d'invasione mongola guidata da Khotun Khan (cugino di Kublai) sbarca sull'isola giapponese di Tsushima, prima tappa della spedizione organizzata da Khotun per sottomettere il Giappone. Jin Sakai, ultimo erede del clan Sakai, si riunisce con i samurai guidati da suo zio, Lord Shimura, nel tentativo di respingere l'invasione. Tuttavia, la battaglia finisce in una carneficina, con l'intero esercito massacrato, Lord Shimura catturato e Jin ferito gravemente e dato per morto. Viene salvato e guarito da Yuna, una ladra locale, la quale lo informa che gran parte di Tsushima è già caduta in mano ai mongoli. Jin cerca quindi di attaccare la roccaforte di Khotun al Castello di Kaneda nel tentativo di salvare Lord Shimura, ma viene sconfitto dal generale mongolo in battaglia e viene lanciato giù da un ponte.
Rendendosi conto di non poter sconfiggere i mongoli da solo e con il classico stile di combattimento da samurai, Jin inizia a vagare per l'isola reclutando alleati, imparando nel mentre nuove tecniche di combattimento più silenziose e votate alla furtività che lo aiuteranno nella sua missione per salvare Lord Shimura. Con il tempo, le sue azioni lo rendono una sorta di mostro agli occhi dei mongoli, rendendosi conto di poterli affrontare e sconfiggere con la loro stessa arma: la paura.
Riesce quindi a reclutare Yuna, suo fratello Taka, il maestro arciere Ishikawa, la samurai Masako e il suo vecchio amico e mercenario Ryuzo, capo dei Cappelli di paglia. Con il passare del tempo, man mano che Jin continua a indebolire l'esercito mongolo, i locali iniziano a riferirsi a lui come lo Spettro. Taka, intanto, costruisce uno speciale rampino che permette a Jin di scalare le mura del Castello di Kaneda e la missione di salvataggio ha inizio. Tuttavia, Ryuzo lo tradisce nel tentativo di intascare la taglia sulla sua testa, venendo però respinto da Jin, che riesce a liberare suo zio e a riprendersi Kaneda. Tuttavia, nonostante la vittoria, Khotun è già partito per conquistare il castello di Lord Shimura. Per riconquistarlo, Jin continua a reclutare alleati, come Norio e i suoi monaci guerrieri e i soldati del clan Yarikawa. Lord Shimura recluta, inoltre, il pirata locale Goro e gli chiede di inviare allo Shōgun un messaggio dove richiedono rinforzi.
Con un nuovo esercito sotto il comando di Lord Shimura e con i rinforzi dello Shogun in arrivo, Jin recupera la vecchia armatura della sua famiglia e si dirige ad affrontare Ryuzo. Viene però catturato da Khotun, che gli ordina di arrendersi. Al suo rifiuto, il mongolo libera Taka e gli dà la katana di Jin, dicendogli che se avesse ucciso il samurai, egli lo avrebbe lasciato andare. Tuttavia, Taka tenta invece di uccidere il Khan, ma quest'ultimo lo atterra e lo decapita. Jin riesce a fuggire e insieme a Yuna, disperata per la morte del fratello, sconfigge i rimanenti Cappelli di paglia. Con l'arrivo dei rinforzi dello Shogun, Lord Shimura conduce quindi un assalto in massa al castello, riuscendo a respingere i mongoli e obbligandoli a ripiegare nel torrione. Tuttavia, Khotun ricorre a delle strategie militari che infliggono gravi perdite all'esercito samurai. Rendendosi quindi conto di come suo zio, pur di non venire meno al suo codice, sia pronto a mandare al massacro migliaia di samurai, Jin decide di avvelenare i mongoli.
Si infiltra nel castello e riempie di strozzalupo il kumis dei mongoli. All'interno del castello trova Ryuzo, che gli chiede di mentire al popolo per salvarsi la vita e ottenere il perdono di Lord Shimura. Indignato, Jin rifiuta e affronta l'ex amico in un ultimo duello, riuscendo finalmente a ucciderlo. Mentre il castello viene liberato, Khotun abbandona il luogo dello scontro per andare verso nord, mentre Lord Shimura si infuria con Jin per aver utilizzato una tecnica disonorevole come il veleno.
Sapendo che lo Shogun farà indubbiamente giustiziare qualcuno come punizione, Shimura chiede a Jin di usare Yuna come capro espiatorio, ma Jin rifiuta, accettando la via dello Spettro. Viene quindi arrestato per i suoi crimini, ma riesce a scappare quando Yuna gli rivela la posizione di Khotun. Dopo che Jin lo localizza, scopre con orrore che il mongolo ha scoperto come produrre il veleno che egli stesso ha usato contro di lui, e che ora progetta di usarlo per portare avanti la propria conquista. Jin richiama quindi i suoi alleati e assalta l'ultima roccaforte di Khotun a Porto Izumi, sconfiggendo finalmente il generale mongolo decapitandolo a bordo della sua nave prima che possa salpare per il Giappone.
Con la morte di Khotun Khan, l'invasione mongola perde impeto e la guerra passa a favore dei samurai. Jin viene però richiamato da Lord Shimura, che lo informa di come lo Shogun abbia sciolto il clan Sakai; egli, infatti, considera lo Spettro una minaccia per la stabilità di Tsushima, oltre che un simbolo pericoloso, in quanto ha insegnato alla popolazione a ribellarsi all'autorità costituita dai samurai, seppure per le giuste motivazioni, e pertanto ne ha ordinato l'esecuzione.
Jin e Lord Shimura si affrontano quindi con riluttanza, con il duello vinto dal primo. Jin ha quindi l'opzione di risparmiare Lord Shimura o di ucciderlo dandogli così una morte da guerriero. In entrambi casi, comunque, dovrà ora vivere per sempre in fuga come un ricercato.

### DLC: Isola di Iki
Tempo dopo il suo duello con Shimura, Jin si imbatte in una comunità di contadini impazziti a causa di un veleno chiamato "sacra medicina". Esso gli è stato somministrato da un gruppo di mongoli che Jin non ha mai visto prima: i membri di una tribù proveniente dalla vicina isola di Iki, guidati dalla spietata Ankhsar Khatun, detta "l'Aquila". Sconfiggendoli, Jin scopre che l'Aquila sta cercando di conquistare Iki, dove suo padre Kazumasa aveva guidato tempo addietro una campagna per "pacificarne" gli abitanti. I samurai furono però costretti a ritirarsi quando Kazumasa cadde in un'imboscata e venne ucciso dai predoni. Jin, che era solo un ragazzo all'epoca, assistette alla morte del padre e tuttora si incolpa per non essere riuscito a salvarlo. Presa coscienza della nuova minaccia per Tsushima, Jin decide di partire per Iki per fermare l'Aquila e affrontare il suo passato.
Una tempesta distrugge la barca di Jin, ma questi riesce a sopravvivere e giunge a Iki. Dopo aver scoperto che la base operativa dell'Aquila è l'ex-roccaforte di suo padre, il Forte Sakai, decide di assaltarla, ma viene catturato da Khunbish, il braccio destro dell'Aquila. Lui e la donna obbligano Jin a bere la "sacra medicina" nel tentativo di convertirlo in uno degli sciamani della tribù. Il veleno provoca a Jin numerose allucinazioni raffiguranti l'Aquila, suo padre e vari fallimenti del suo passato. Viene fortunatamente salvato da Tenzo, un predone, che accetta inizialmente con riluttanza di aiutarlo e lo conduce dalla leader dei predoni, Fune. Jin collabora quindi con i predoni per indebolire la morsa dell'Aquila sull'isola, riuscendo infine a riprendersi il Forte Sakai uccidendo Khunbish. Dopo aver respinto le forze dell'Aquila che stavano cercando di riprendersi i territori perduti, Jin sente Tenzo pronunciare la frase "Possa la tua morte giovare a tutti", la stessa che aveva sentito dire dal predone che uccise suo padre. Resosi conto che Tenzo è l'assassino di suo padre, Jin è sul punto di ucciderlo, ma riesce a fermarsi e a convincersi a non farlo ripensando anche alle atrocità commesse da suo padre a Iki. Per attirare l'Aquila allo scoperto, Jin e i predoni decidono quindi di eseguire nuovamente la stessa imboscata nella quale cadde Kazumasa. Nello scontro finale con l'Aquila, Jin riesce a liberarsi dalla "sacra medicina" perdonandosi per non aver salvato suo padre e accettando che le atrocità da lui commesse sono ingiustificabili. L'Aquila viene quindi finalmente uccisa, con i predoni che riescono a respingere i mongoli. Jin e Tenzo si perdonano quindi prima di prendere strade diverse.

## Personaggi
- Jin Sakai, doppiato da Daisuke Tsuji (inglese), Kazuya Nakai (giapponese), Daniele Raffaeli (italiano).
Giovane erede del clan Sakai, uno dei tre principali clan che governano Tsushima (gli altri due sono il clan Shimura e il clan Yarikawa, quest'ultimo caduto in disgrazia dopo una fallita ribellione). Rimasto orfano in tenera età, è stato preso in cura dallo zio Lord Shimura, che lo ha addestrato per diventare un samurai. Quando il rigido codice morale e l'addestramento da guerriero onorevole vanno a scontrarsi contro la forza e la crudeltà dei mongoli, Jin deciderà per il bene del suo Paese di rinnegare in parte il proprio credo per votarsi alla via delle ombre, diventando lo Spettro.
- Lord Shimura, doppiato da Eric Steinberg (inglese), Akio Ōtsuka (giapponese), Dario Oppido (italiano).
Zio di Jin da parte di madre e Jitō di Tsushima, ha preso con sé il giovane Sakai dopo la morte prematura dei suoi genitori, addestrandolo e facendone un valoroso samurai. Dopo essere stato catturato da Khotun Khan a Komoda, viene rinchiuso nel castello di Kaneda, da cui viene liberato da Jin. Deluso e preoccupato da ciò che il nipote sta diventando, tenterà più volte di convincere Jin ad abbandonare la via dello Spettro per abbracciare nuovamente quella dell'onore. La sua cieca obbedienza al codice d'onore del bushido lo porta, tuttavia, a commettere le azioni più pericolose e avventate pur di non allontanarsene, e ciò sarà causa, infine, della rottura tra lui e Jin.
- Yuna, doppiata da Sumalee Montano (inglese), Yu Mizuno (giapponese), Mattea Serpelloni (italiano).
Giovane ladra con un'infanzia difficile, è colei che porta in salvo Jin gravemente ferito dopo la battaglia di Komoda. Inizialmente intenzionata a lasciare Tsushima per riparare in Giappone nel tentativo di sfuggire all'avanzata dei mongoli, si unisce poi a Jin per salvare il fratello Taka, finito in mano agli invasori.
- Taka, doppiato da Eddie Shin (inglese), Kappei Yamaguchi (giapponese), Flavio Aquilone (italiano).
Fratello gemello di Yuna, è uno dei migliori fabbri dell'isola. Dopo essere stato catturato dai mongoli nelle prime fasi dell'invasione, è stato da questi costretto a lavorare per loro. Una volta portato in salvo, progetta e costruisce per Jin il rampino che gli consentirà di introdursi nel castello di Kaneda e liberare lo zio. Estremamente fedele a Jin e alla leggenda dello Spettro, sogna sempre di dare prova del suo valore, oltre che come fabbro, anche come guerriero; viene decapitato da Khotun Khan perché non ha ucciso Jin.
- Lady Masako Adachi, doppiata da Lauren Tom (inglese), Mabuki Ando (giapponese), Laura Romano (italiano).
Unica superstite del clan Adachi, vassallo degli Shimura. Dopo aver perso il marito e i due figli durante la prima battaglia contro i mongoli, assiste impotente allo sterminio della propria famiglia per mano di sicari agli ordini di un misterioso mandante. Bramosa di vendetta, accetta di seguire Jin in cambio del suo aiuto a rintracciare il responsabile della congiura, per trovare il quale arriverà a compiere azioni sempre più aggressive e spietate.
- Sensei Ishikawa, doppiato da François Chau (inglese), Shigeru Chiba (giapponese), Antonio Palumbo (italiano).
Maestro di kyūdō, è reputato il più grande arciere di Tsushima. Prende Jin sotto la sua protezione facendone il suo nuovo allievo, unendosi nella sua lotta per la riconquista dell'isola. È inoltre in cerca di redenzione per aver fatto da mentore a una giovane contadina di nome Tomoe, la quale all'arrivo dei mongoli si è schierata dalla loro parte trasmettendogli le proprie conoscenze, che ora vengono usate contro la gente inerme di Tsushima.
- Kenji, doppiato da James Hiroyuki Liao (inglese), Setsuji Sato (giapponese), Emiliano Ragno (italiano)
Simpatico mercante di saké, nonché truffatore incallito. Grande amico di Taka, si unisce a Jin dopo essere stato convinto suo malgrado da Yuna, usando per loro conto i buoni rapporti stabiliti con gli invasori. Costantemente impegnato a cercare un modo per cacciarsi nei guai, finisce spesso per coinvolgere Jin nelle conseguenze delle proprie mattate, ma nonostante tutto è un uomo di buon cuore, che cerca come può di aiutare la gente oppressa e in fuga dai mongoli.
- Norio, doppiato da Earl T. Kim (inglese), Mitsuaji Lanuka (giapponese), Andrea Moretti (italiano).
Monaco guerriero buddista originario della parte nord dell'isola, si unisce a Jin dopo essere stato da questi liberato dalla prigionia al faro di Ariake. Rimasto traumatizzato dalla lunga detenzione e dall'orribile morte occorsa al fratello maggiore, che si era offerto ai mongoli per salvargli la vita, si adopera in ogni modo per proteggere i templi dell'isola dalla furia saccheggiatrice e profanatrice degli invasori.
- Khotun Khan, doppiato da Patrick Gallagher (inglese), Tsutomu Isobe (giapponese), Gianluca Machelli (italiano).
Spietato ma astuto comandante della forza d'invasione mongola a Tsushima e cugino di Kublai, è l'antagonista principale della vicenda. Pur non discostandosi molto dal credo feroce e sanguinario che contraddistingue la società mongola, dimostra di possedere anche un interesse particolare per lo studio della cultura giapponese, nel tentativo di comprendere meglio la natura e le motivazioni dei suoi nemici. Più interessato a portare dalla sua parte chi può essergli utile piuttosto che ucciderlo, cerca in più occasioni di convincere sia Lord Shimura che Jin a schierarsi con lui per portare avanti il progetto di Kublai della Pax mongolica.
- Ryuzo, doppiato da Leonard Wu (inglese), Youhei Tadano (giapponese), Enrico Chirico (italiano).
Vecchio amico d'infanzia di Jin che, non potendo aspirare a essere un samurai a causa delle sue umili origini, ha scelto la vita del ronin unendosi ai Cappelli di paglia, un noto e temuto gruppo di mercenari. Dopo la morte del precedente capo ha assunto la guida della banda, ma la disperata ricerca di un modo per sfamare e tenere al sicuro i suoi uomini lo porterà presto a tradire Jin per schierarsi con Khotun Khan, attirato dalla taglia messa sulla testa dello Spettro.
- Gyozen, doppiato da Tomomichi Nishimura (giapponese), Luca Biagini (italiano).
Cantastorie che viaggia per tutta Tsushima per raccontare le gesta degli Spettri che lottarono contro le orde di Oni per liberare l'isola. Queste storie ispirano fiducia e speranza nelle persone, facendo capire che c'è sempre un modo per sopravvivere. Le storie di Gyozen servono a far capire a Jin che lui non è l'unico Spettro e che in tempi antichissimi coloro che assunsero il soprannome di "Spettro" lottavano anch'essi per la libertà di Tsushima.

## Modalità di gioco
Giocato da una prospettiva in terza persona, il gioco è caratterizzato da un vasto open world dove è possibile esplorare liberamente senza waypoints. Un oggetto simile al rampino sarà utilizzabile per accedere ad aree difficili da raggiungere a piedi. I giocatori possono spostarsi rapidamente tramite un cavallo. Sono presenti delle missioni secondarie e personaggi con cui è possibile interagire.
I giocatori possono confrontarsi direttamente con i nemici usando delle armi come una katana. In alternativa, si possono evitare oppure uccidere silenziosamente tramite tecniche furtive o con l'ausilio di strumenti come i petardi per creare un diversivo, fumogeni per disorientare i nemici allertati oppure con i kunai per uccidere più nemici contemporaneamente. Il duello contro i personaggi non giocanti è opzionale a seconda delle scelte del giocatore.

### Ghost of Tsushima Legends
Nell'agosto 2020 Sucker Punch ha annunciato la modalità multiplayer online denominata Ghost of Tsushima Legends, successivamente rilasciata il 16 ottobre dello stesso anno. Si tratta di una modalità completamente distaccata dalla campagna a giocatore singolo e ha una trama inedita. La modalità giocatore singolo si basa su una versione realistica del Giappone, mentre quella online è basata su ambienti e nemici ispirati dal folclore e dalla mitologia giapponese. Si può giocare in gruppi da 2 a 4 giocatori, ogni personaggio appartiene a una di quattro classi con abilità uniche:
- Samurai: Si concentra sulle tecniche offensive e difensive insieme alla sua abilità, la Furia di Hachiman, una serie di colpi veloci che colpisce minimo 3 avversari fino ad un massimo di 5.
- Cacciatore: Unico personaggio femminile e specializzata negli attacchi a distanza, la sua abilità è l'Occhio di Uchitsune, colpisce contemporaneamente un minimo di 3 avversari fino ad un massimo di 5.
- Ronin: È il curatore del gruppo, le sue capacità fisiche sono comunque uguali agli altri personaggi, la sua abilità è il Respiro di Izanami, serve a rianimare gli alleati e con una modifica dà anche punti vita.
- Assassino: Ha il più alto potenziale di danno da attacco stealth nel gioco e le sue abilità ruotano attorno ad esso. La sua abilità è il Colpo d'ombra, con il quale colpisce almeno 3 bersagli fino ad un massimo di 5 fino a lunghe distanze.

## Colonna sonora
La musica del gioco è stata composta da Shigeru Umebayashi. Le pre-ordinazioni del gioco includono una mini colonna sonora digitale con brani selezionati.

## Sviluppo
Ghost of Tsushima è stato sviluppato da Sucker Punch Productions. Dopo aver terminato lo sviluppo di Infamous: First Light, il team di sviluppo ha voluto dedicarsi ad un nuovo progetto open world. Il videogioco è stato strutturato in modo che il giocatore potesse liberamente esplorare il mondo di gioco senza waypoints. Secondo Nate Fox, direttore del gioco, il team si è concentrato troppo sulla realizzazione delle piazzole interne durante la concettualizzazione. Per garantire una fedele rappresentazione del Giappone feudale, Sucker Punch ha consultato diversi esperti culturali ed ha inviato in Giappone un team dedicato all'audio per registrare diversi suoni, compresa la vocalizzazione degli uccelli. La lingua di gioco predefinita è il giapponese, ma i giocatori possono cambiare la lingua dei sottotitoli. La serie di inFAMOUS prodotta da Sucker Punch è stata di ispirazione per le tecniche di attraversamento di Jin. Il gioco trae spunto dal cinema giapponese con i samurai, in special modo i film diretti da Akira Kurosawa, come I sette samurai e Sanjuro. Il team di sviluppo ha consultato l'esperto del combattimento con spada David Ishimaru, per aiutarli a creare un sistema di combattimento il più fedele possibile.
A dicembre 2015, Scott Rohde ha rivelato che il nuovo progetto di Sucker Punch era in fase di sviluppo, aggiungendo inoltre che il gioco era particolarmente divertente da giocare. Il 30 ottobre 2017, il videogioco è stato annunciato alla Paris Games Week della Sony Interactive Entertainment. Il gameplay del gioco è stato presentato all'E3 2018 l'11 giugno 2018. Il 12 dicembre 2019 è stato annunciato durante i The Game Awards un nuovo trailer di Ghost of Tsushima che svelava il periodo d’uscita previsto per l’estate 2020. Il 23 giugno 2020, è stato annunciato che il videogioco si trovasse nella versione del Release to manufacturing.

## Sequel
Nel settembre 2024, durante lo State of Play, è stato annunciato un successore artistico, dal titolo Ghost of Yōtei, che sarà disponibile per PlayStation 5 nel 2025. La protagonista è una donna samurai di nome Atsu, la sua storia è ambientata sul monte Yōtei nell'isola giapponese di Hokkaido nel 1603.

## Riconoscimenti
- 2018 – Candidato: "Gioco più atteso" ai Golden Joystick Awards[30]
- 2020 – Premiato: Best Art Direction ai The Game Awards[31]

## Adattamenti
Il 25 marzo 2021 Sony Pictures e PlayStation Productions annunciano la produzione di un film basato sul videogioco affidando la regia a Chad Stahelski.
Jin Sakai ha fatto un cameo nell'episodio 15 della serie animata Secret Level.
Nel gennaio 2025 Sony ha annunciato un anime ispirato alla modalità multigiocatore del gioco, intitolata Ghost of Tsushima: Legends. Prodotta da Kamikaze Douga in collaborazione con Aniplex e diretta da Takanobu Mizuno, con la sceneggiatura scritta da Gen Urobuchi. La serie sarà resa disponibile su Crunchyroll nel 2027.